# میناس، اروگوئه
میناس، اروگوئه (به اسپانیایی: Minas) شهری در کشور اروگوئه، استان لاوایخا است که جمعیت آن در سرشماری سال ۲۰۰۴ میلادی ۳۷٬۹۲۵ نفر بوده‌است.